# Elasmosomus edmundi
Elasmosomus edmundi là một loài bọ cánh cứng trong họ Elateridae. Loài này được Quelle miêu tả khoa học năm 1955.